# Comunhão Batista Bíblica Internacional
A Comunhão Batista Bíblica Internacional (em inglês:   Baptist Bible Fellowship International) é uma associação cristã evangélica internacional de igrejas batistas independentes. A sede está localizada em Springfield (Missouri).

## História
A associação foi fundada em uma reunião em  Fort Worth em 1950 por um grupo de 100 pastores da World Baptist Fellowship que discordam da autoridade direção do líder.   Naquele mesmo ano, o Baptist Bible College e a sede da organização foram estabelecidos em Springfield, Missouri. Ela estabeleceu várias igrejas bíblicas batistas  fundamentalistas ao redor do mundo.  Em 2000, tinha 4.500 igrejas e 1.200.000 membros.  De acordo com um censo da associação, em 2020 ela disse que tinha 4.000 igrejas nos Estados Unidos e presença em 80 países. 

## Crenças
Ela tem uma confissão de fé batista independente.  Suas crenças fazem parte do atual  fundamentalista. 